# Marion Henseler
Marion Henseler (* 20. August 1894 in Straßburg; † 16. Mai 1985 in München) war eine deutsche Malerin.

## Leben
Henseler wurde 1894 im damals deutschen Straßburg geboren. Sie studierte an der dortigen Kunstgewerbeschule bei Emil Schneider und Georg Daubner. Als Mitglied der Künstlervereinigung „Jung-Elsaß“ entstanden erste Landschaftsbilder. Ihre Kenntnisse vertiefte sie an der Académie de la Grande Chaumière und der Académie Colarossi in Paris. In dieser Zeit malte Henseler Gassen- und Stadtansichten von Paris in leuchtenden Farben, insbesondere vom Quartier Latin und Montparnasse. Studienreisen führten Henseler nach Südfrankreich, Rom, Capri und Ragusa.
Nach dem Umzug nach München studierte Marion Henseler ab 1922 an der Kunstakademie bei Hermann Groeber und Hugo von Habermann. Hier malte sie vor allem Akte und Porträts in postimpressionistischem Duktus. Immer wieder reiste sie nach Dalmatien, Südfrankreich, die Niederlande, England und Italien. Nach der Heirat mit einem Münchner Professor begleitete sie diesen auf Reisen in den Fernen Osten und lernte Indien, Java, Sulawesi, Sumatra, Australien und Neuseeland kennen. Ihre Eindrücke hielt sie in zahlreichen Gemälden fest. Immer wieder stellte sie in diesen Jahren im Glaspalast München aus, beim Salon d’Automne in Paris und dem Salon des Beaux-Arts de la Ville de Paris.
In der Zeit des Nationalsozialismus war Marion Henseler Mitglied der Reichskammer der bildenden Künste und u. a. von 1938, 1939, 1940 und 1942 auf der Großen Deutschen Kunstausstellung in München mit sechs Bildern vertreten, von denen Hitler 1940 das Bildnis Regierungspräsident Gareis für 2500 RM erwarb.
In den 1950er Jahren widmete sich Henseler vermehrt Stillleben, aber auch Porträts und durfte 1958 Bundespräsident Theodor Heuss porträtieren.